# Stare Dłutowo
Stare Dłutowo is een plaats in het Poolse district  Działdowski, woiwodschap Ermland-Mazurië. De plaats maakt deel uit van de gemeente Lidzbark en telt 1000 inwoners.